# Adriano e Éubulo
Adriano (em latim: Adrianus) e Éubulo (em latim: Eubulus; m. 308 ou 309) foram romanos do final do século III e começo do IV que foram martirizados sob ordens do imperador Galério (r. 293–311).

## Vida
As origens deles são incertas. Foram a Cesareia Marítima, na Judeia, para ajudar mártires daquela cidade, mas foram descobertos e, por confessarem sua fé, foram sentenciados às feras (veação) no anfiteatro. Adriano, após ser jogado a um leão que não o tocou, foi morto na espada sob ordens do prefeito Firminiano. Para Eusébio de Cesareia, isso ocorreu no sexto ano da perseguição (308 ou 309), em 5 ou 7 de março. Num sinaxário grego, em 7 ou 8 de maio, se celebra a festa de Éubulo e Juliano, mas se acredita que o segundo é a corrupção de Adriano. Algo análogo ocorreu no Martirológio Jeronimiano, onde entre os santos de 5 de março mencionam-se Adriano e Euvolo, cujo nome aparece de acordo com a pronúncia bizantina.